# Georges Cochevelou
Georges Cochevelou (Jord ou Jorj Kochevelou en breton), né le 16 mai 1889 à Paris et mort le 20 décembre 1974 à Saint-Mandé, est un luthier et traducteur français.
Père d'Alan Stivell, il particpe avec celui-ci, de la renaissance de la harpe celtique en Bretagne dans les années 1950.

## Biographie

### Enfance et formation
Georges (Lucien Pierre) Cochevelou naît le 16 mai 1889 dans le 14e arrondissement de Paris, rue Vercingétorix.
Il perd son père François (né à Gourin, employé des chemins de fer l'année de naissance de son fils) à l'âge de quatre ans. Sa mère, Anne-Marie-Eulalie Lintanff, dit Anna, est, elle, originaire de Pontivy.
Né à Paris, ils ne souhaitent pas que leur fils soit parisien et rentrent rapidement en pays vannetais pour le faire baptiser, en témoigne l'écrivain Yann Brekilien dans son livre dédié à Alan Stivell. Il est élevé quelques années par sa grand-mère maternelle à Moustoir-Ac. Il fait ses études à l'école de Pontivy, puis à celle de Saint-François-Xavier à Vannes et poursuit ses études au petit séminaire de Sainte-Anne-d'Auray. En 1907-1908, il est en classe de philosophie. Membre de l'association des Anciens élèves du petit séminaire, il a toujours gardé des liens d'amitié avec ses derniers camarades de classe.

### Carrière

#### Entre-deux-guerres
À l'armistice, il se retrouve en Pologne, où il étudie le polonais et le russe. Il exercera ensuite différents métiers (banquier, gestionnaire, traducteur...). Mais ses véritables passions étaient artisanales et artistiques. Il fut primé au concours Lépine pour ses travaux éclectiques (l'astignomètre, un appareil ophtalmologique, par exemple), créa une lampe de salon (vendue par Lancel), construit des meubles tel un vrai ébéniste (vernis au tampon, marqueterie), peignit des tableaux dans une technique originale « d'aquarelle à l'huile » sur des panneaux d'Isorel peints en blanc (exposition des indépendants à l'académie Raymond Duncan).
Il reste militaire un moment, travaillant ensuite dans une banque et un laboratoire pharmaceutique à Paris. Il rencontre Fanny Julienne Dobroushkess, la mère d'Alan, de père russe et de mère française (28 mars 1903, Paris - 26 septembre 2005, Limeil-Brévannes).
Il expose en 1928 au Salon des indépendants la toile Auray, pont puis l'année suivante la toile Le Val-André (la côte devant Nantoua).
La Bretagne n'était pas à l'époque son centre d'intérêt principal mais il suivait de loin les mouvements culturels bretons, lisant La Bretagne à Paris et s'étant abonné à An Oaled. C'est probablement en lisant cette revue (articles sur les rassemblements du Gorsedd de Bretagne par exemple), et en correspondance avec Taldir Jaffrenou, que l'idée de construire une harpe celtique a germé dans sa tête au cours des années 30. Cette envie est sans doute renforcée par sa fréquentation entre 1930 et 1939 des milieux bretons de Paris (Ker-Vreiz) et lors de sa rencontre avec le harpiste classique et compositeur breton Jean-Marie Hamonic en Auvergne.
Georges Cochevelou est aussi artiste : il se passionne pour la peinture, l'ébénisterie et la musique. Très éclectique, il est également inventeur (notamment un appareil de mesure optique). Les liens qu’il a toujours gardés avec le milieu culturel breton, notamment druidique, l’amènent à l’idée de reconstruire l'ancienne harpe celtique. En effet, la déclinaison celtique de la harpe était (à partir des VIIIe – IXe siècles) un des aspects de la culture commune des pays celtes que ni la mer, ni les divers pouvoirs et territoires princiers ne purent vraiment diviser avant le XIIIe siècle. À ce moment, l’aristocratie bretonne commença progressivement à perdre ses caractères propres, et donc même chose pour la harpe, comme pour toute la culture des classes dirigeantes. Le romantisme fit de la harpe bretonne, harpe d’Arvor (autrement dit harpe celtique) un symbole mythique et mystique, qui perdura jusqu'après la guerre 14-18.

#### Seconde Guerre mondiale
À la veille de la Seconde Guerre mondiale, Georges a cinquante ans. Bien qu'ayant dépassé la limite d'âge de son grade (capitaine de réserve) et non mobilisable, il considéra de son devoir de répondre à l'appel et fut affecté à l'armée de l'Est à Épinal et à Saint-Dié. Sa femme et son fils le rejoignent au printemps 1940. Leur deuxième enfant Yves (Iffig en breton) naît le 18 mai 1940 à Épinal, quelques jours avant l'offensive allemande. Début juin, l'armée de l'Est entame son repli. La famille entame un périple d'une semaine avant d'être accueillie dans une famille à Trentels (Lot-et-Garonne). Georges finit par trouver un emploi à Châtel-Guyon où la famille demeure jusqu'à l'automne 1945. 
Le 6 janvier 1944, c'est la naissance de son fils Alain. Peu de temps après, la famille s'installe à Paris. Il devient à cette époque traducteur (contractuel) d'anglais pour le compte du ministère des Finances où il réalise des traductions d'anglais, russe, polonais, espagnol. Fanny collabore au secrétariat de l'Union féminine civique et sociale, au 25 rue de Valois. Les Cochevelou vivent à cinq dans un petit appartement 20, boulevard de Belleville. Ils habitèrent ensuite au 3, rue de la Marne, puis à Vincennes. Georges avait adopté des idées propres à une certaine bourgeoisie de droite, ne disposant pourtant que de revenus modestes : il lisait par exemple le journal L'Aurore.

#### Après-guerre

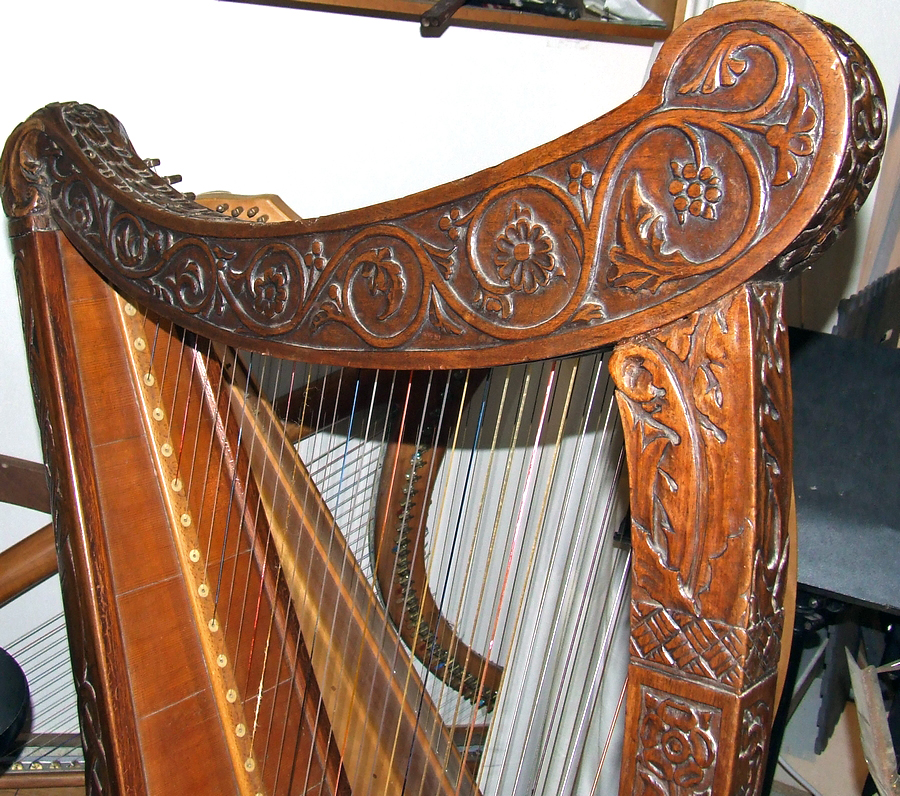
La Telenn Gentañ (la « première harpe ») néo-harpe celtique

Une de ses passions est l'ébénisterie puisqu'il fabrique des meubles et des instruments de musique. De plus il joue du piano, de la flûte traversière et du hautbois. Il cherche à récréer une harpe celtique, instrument oublié à la fin du Moyen Âge, à l'époque où le duché de Bretagne perd son indépendance. Il y pense de plus en plus sérieusement dans les années 1946-1951, multipliant rencontres et recherches documentaires, jusqu'à aboutir à la fabrication d'un prototype sur des plans personnels. À soixante-trois ans, il conjugue ambition, passion, perfectionnisme, pour ce travail qui commence en avril 1952 - le soir et les week-ends - et dure un an. Jusqu'à la concrétisation de son rêve au début des années 50, quinze années de maturation lui ont permis de faire naître une « harpe magique et parfaite » selon son fils : « Pour ce qui est des instruments acoustiques, j'ai rarement trouvé une harpe qui puisse, au niveau sonorité, être comparée à la première de mon père ».
Il crée, en 1952, la « Telenn gentañ », un modèle de harpe équipée de cordes en nylon.
Selon Eric Falc'her-Poyroux, son travail permet de populariser la harpe.
Le son de cette harpe, ainsi que les différentes prestations et récitals de son fils Alan, créent un enthousiasme tel que la renaissance de l'instrument en Bretagne est acquise dès les années 50.
En 1959, il harmonise et arrange les morceaux du premier disque 45 tours de son fils Alan. Il en réalise une vingtaine d'exemplaires qui seront achetés par les cercles celtiques de Saint-Malo, Pontivy, Redon. En 1964, il crée un instrument inspiré de la harpe irlandaise du XVe siècle ou du XVIe siècle, équipée de cordes métalliques qui lui donnent une sonorité évoquant la guitare douze cordes ou la cithare.

### Vie de famille
Jord épouse le 1er août 1932, à Colombes, Fanny-Julienne Dobroushkess, originaire des pays baltes d'où son père, Haim-Woulf Dobroushkess, tailleur de profession, avait émigré. De cette union naît Jean en décembre 1935[réf. nécessaire].
Son épouse Fanny l'encouragea à reprendre contact avec sa famille demeurée en Bretagne, notamment ses cousins (doublement) germains Kergaravat, dont deux furent maires de Gourin : Jean-Louis et Alexis-Joseph[réf. nécessaire]

### Décès
Georges Cochevelou meurt le 20 décembre 1974 à Saint-Mandé[réf. nécessaire].
Sa femme décède le 26 septembre 2005 à Limeil-Brévannes à l'âge de 102 ans. 

## Hommage
Son fils Alan Stivell lui rend hommage en composant l'album Trema'n Inis : Vers l'île.